# Arbejdsglæde
Arbejdsglæde er en følelse af glæde og tilfredshed, som en medarbejder kan opnå ved at udføre sit lønarbejde. Den hænger sammen med, at arbejdet og den eventuelle arbejdsplads tilfredsstiller de ønsker, man har til sin faglige indsats, indsatsens aflønning og de sociale relationer til kollegerne.

## Måling af arbejdsglæde
Arbejdsglæde måles på de fleste arbejdspladser i såkaldte klimamålinger eller medarbejderundersøgelser, typisk ved brug af spørgeskemaer, som udfyldes af de ansatte.